# Anikó Góg
Anikó Góg (Orosháza, 10 februari 1980) is een Hongaars triatlete. 
Gog deed in 2000 mee aan de eerste triatlon op de Olympische 
Zomerspelen van Sydney. Ze behaalde een 39e plaats in een tijd van 2:14:50,55. 
Ze is aangesloten bij Orosházi Eötvös.

## Palmares

### triatlon
- 1998: 9e WK junioren in Lausanne - 2:18.52
- 2000: 39e Olympische Spelen in Sydney
- 2000: 7e WK U23 in Cancún